# Cikot
Cikot (izvirno srbsko Цикот) je naselje v Srbiji, ki upravno spada pod Občino Rekovac; slednja pa je del Pomoravskega upravnega okraja.

## Demografija
V naselju, katerega izvirno (srbsko-cirilično) ime je Цикот, živi 242 polnoletnih prebivalcev, pri čemer je njihova povprečna starost 56,8 let (55,3 pri moških in 58,1 pri ženskah). Naselje ima 105 gospodinjstev, pri čemer je povprečno število članov na gospodinjstvo 2,46.
To naselje je, glede na rezultate popisa iz leta 2002, večinoma srbsko, a v času zadnjih treh popisov je opazno zmanjšanje števila prebivalcev.
|  |

| Demografija | Demografija     | Demografija     |
| Leto        | Št. prebivalcev | Št. prebivalcev |
| ----------- | --------------- | --------------- |
|             |                 |                 |
|             |                 |                 |
|             |                 |                 |
|             |                 |                 |
| 1948        | 798             |                 |
| 1953        | 799             |                 |
| 1961        | 701             |                 |
| 1971        | 611             |                 |
| 1981        | 501             |                 |
| 1991        | 387             | 379             |
| 2002        | 277             | 258             |
|             |                 |                 |

| Etnična sestava po popisu iz leta 2002 | Etnična sestava po popisu iz leta 2002 | Etnična sestava po popisu iz leta 2002 | Etnična sestava po popisu iz leta 2002 | Etnična sestava po popisu iz leta 2002 |
| -------------------------------------- | -------------------------------------- | -------------------------------------- | -------------------------------------- | -------------------------------------- |
| Srbi                                   | Srbi                                   |                                        | 257                                    | 99,61%                                 |
| Neznano                                | Neznano                                |                                        | 0                                      | 0,0%                                   |